# Київська пектораль (2015)
23-тя церемонія вручення нагород театральної премії «Київська пектораль»

23 березня 2015 року
< 22-га Церемонії вручення 24-та >
23-тя церемонія вручення нагород  премії «Київська пектораль» відбулася 23 березня 2015 року. Нагороди присуджувала Національна Спілка театральних діячів за заслуги в театральному мистецтві у 2014 році. Церемонія відбулася у Києві, у Національному академічному театрі оперети. Ведучими заходу були Євген Нищук і Лариса Руснак.

## Номінати та переможці
★Переможців виділено окремим кольором.

### Основні номінації
| Категорії                                       | Лауреати та номінанти | Лауреати та номінанти | Лауреати та номінанти |
| ----------------------------------------------- | --- | --- | --- |
| Найкраща драматична вистава                     | ★ «Радість сердешна, або Кепка з карасями» (режисер Дмитро Богомазов, Київський академічний театр драми і комедії на лівому березі Дніпра)                          | ★ «Радість сердешна, або Кепка з карасями» (режисер Дмитро Богомазов, Київський академічний театр драми і комедії на лівому березі Дніпра)       | ★ «Радість сердешна, або Кепка з карасями» (режисер Дмитро Богомазов, Київський академічний театр драми і комедії на лівому березі Дніпра)       |
| Найкраща драматична вистава                     | • «Живий труп» (реж. Роман Мархолія, Національний академічний драматичний театр ім. Івана Франка)                                                                   | | |
| Найкраща драматична вистава                     | • «Наше містечко» (реж. Дмитро Богомазов, Київський академічний театр юного глядача на Липках)                                                                      | | |
| Найкраща режисерська робота                     | | ★ Станіслав Мойсеєв — «Така її доля...» . Національний академічний драматичний театр ім. Івана Франка                                            | ★ Станіслав Мойсеєв — «Така її доля...» . Національний академічний драматичний театр ім. Івана Франка                                            |
| Найкраща режисерська робота                     | • Дмитро Богомазов — «Радість сердешна, або Кепка з карасями». Київський академічний театр драми і комедії на лівому березі Дніпра                                  | | |
| Найкраща режисерська робота                     | • Роман Мархоліа — «Живий труп». Національний академічний драматичний театр ім. Івана Франка                                                                        | | |
| Найкраща вистава камерної сцени                 | ★ «Схоже на щастя» (реж. Катерина Степанкова. Київська академічна майстерня театрального мистецтва «Сузір'я»)                                                       | ★ «Схоже на щастя» (реж. Катерина Степанкова. Київська академічна майстерня театрального мистецтва «Сузір'я»)                                    | ★ «Схоже на щастя» (реж. Катерина Степанкова. Київська академічна майстерня театрального мистецтва «Сузір'я»)                                    |
| Найкраща вистава камерної сцени                 | • «Гітель та Джеррі» (Театр «Актор») | | |
| Найкраща вистава камерної сцени                 | • «Метод Гронхольма» (реж. Тарас Криворученко. Київський національний академічний Молодий театр)                                                                    | | |
| Найкращий режисерський дебют                    | | ★ Вадим Прокопенко — «Кармен-сюїта», Київський національний академічний театр оперети                                                            | ★ Вадим Прокопенко — «Кармен-сюїта», Київський національний академічний театр оперети                                                            |
| Найкращий режисерський дебют                    | • Анжела Крупець — «Я знайду тебе тому, що кохаю!», Київський національний академічний Молодий театр                                                                | | |
| Найкращий режисерський дебют                    | • Ірина Пастущак — «Розпуста змії», Київський національний академічний Молодий театр                                                                                | | |
| Найкраща сценографія                            | ★ Володимир Ковальчук — «Живий труп». Національний академічний драматичний театр ім. Івана Франка                                                                   | ★ Володимир Ковальчук — «Живий труп». Національний академічний драматичний театр ім. Івана Франка                                                | ★ Володимир Ковальчук — «Живий труп». Національний академічний драматичний театр ім. Івана Франка                                                |
| Найкраща сценографія                            | • Петро Богомазов — «Наше містечко». Київський академічний театр юного глядача на Липках                                                                            | | |
| Найкраща сценографія                            | • Володимир Карашевський — «Така її доля...». Національний академічний драматичний театр ім. Івана Франка                                                           | | |
| Найкраще виконання чоловічої ролі               | | ★ Олексій Богданович — за роль Федора Протасова у виставі «Живий труп», Національний академічний драматичний театр ім. Івана Франка              | ★ Олексій Богданович — за роль Федора Протасова у виставі «Живий труп», Національний академічний драматичний театр ім. Івана Франка              |
| Найкраще виконання чоловічої ролі               | • Євген Нищук — за роль Хлопця у виставі «Я тебя найду, потому что люблю!», Молодий театр.                                                                          | | |
| Найкраще виконання чоловічої ролі               | • Петро Панчук — за роль Терентія Пузиря у виставі «Хазяїн», Національний академічний драматичний театр ім. Івана Франка                                            | | |
| Найкраще виконання жіночої ролі                 | | ★ Ада Роговцева — за роль Клод у виставі «Схоже на щастя», Київська академічна майстерня театрального мистецтва «Сузір'я»                        | ★ Ада Роговцева — за роль Клод у виставі «Схоже на щастя», Київська академічна майстерня театрального мистецтва «Сузір'я»                        |
| Найкраще виконання жіночої ролі                 | • Світлана Орліченко — за роль Марго у виставі «Схоже на щастя», Київська академічна майстерня театрального мистецтва «Сузір'я»                                     | | |
| Найкраще виконання жіночої ролі                 | • Лариса Руснак — за роль Гітель у виставі «Гітель і Джеррі», Театр «Актор»                                                                                         | | |
| Найкраще виконання чоловічої ролі другого плану | | ★ Марк Дробот — за роль Вурма у виставі «Підступність і кохання», Молодий театр                                                                  | ★ Марк Дробот — за роль Вурма у виставі «Підступність і кохання», Молодий театр                                                                  |
| Найкраще виконання чоловічої ролі другого плану | • Володимир Горянський — за роль Дядька Зуя у виставі «Радість сердешна, або Кепка з карасями», Київський академічний театр драми і комедії на лівому березі Дніпра | | |
| Найкраще виконання чоловічої ролі другого плану | • Микола Задніпровський — за роль Маюфеса у виставі «Хазяїн», Національний академічний драматичний театр ім. Івана Франка                                           | | |
| Найкраще виконання чоловічої ролі другого плану | • Юрій Радіонов — за роль Помічника режисера у виставі «Наше містечко», Київський академічний театр юного глядача на Липках                                         | | |
| Найкраще виконання жіночої ролі другого плану   | | ★ Наталя Сумська — за роль Анни Протасової та Анни Кареніної у виставі «Живий труп», Національний академічний драматичний театр ім. Івана Франка | ★ Наталя Сумська — за роль Анни Протасової та Анни Кареніної у виставі «Живий труп», Національний академічний драматичний театр ім. Івана Франка |
| Найкраще виконання жіночої ролі другого плану   | • Катерина Савенкова — за роль Емілі Вебб у виставі «Наше мітечко», Київський академічний театр юного глядача на Липках                                             | | |
| Найкраще виконання жіночої ролі другого плану   | • Леся Самаєва — за роль Пантелеївни у виставі «Радість сердешна, або Кепка з карасями», Київський академічний театр драми і комедії на лівому березі Дніпра        | | |
| Найкращий акторський дебют                      | | ★ Шорена Шонія — за роль Джульєтти у виставі «Ромео і Джульєтта», Національний академічний театр російської драми імені Лесі Українки            | ★ Шорена Шонія — за роль Джульєтти у виставі «Ромео і Джульєтта», Національний академічний театр російської драми імені Лесі Українки            |
| Найкращий акторський дебют                      | • Анастасія Блажчук — за роль Дівчини у виставі «Я знайду тебе тому, що кохаю!», Молодий театр                                                                      | | |
| Найкращий акторський дебют                      | • Дар'я Мельник — за роль Кацукі у виставі «Розпуста Змії», Молодий театр                                                                                           | | |
| Найкраща вистава для дітей                      | ★ «Снігова квітка» (режисер Сергій Єфремов, Київський муніципальний академічний театр ляльок)                                                                       | ★ «Снігова квітка» (режисер Сергій Єфремов, Київський муніципальний академічний театр ляльок)                                                    | ★ «Снігова квітка» (режисер Сергій Єфремов, Київський муніципальний академічний театр ляльок)                                                    |
| Найкраща вистава для дітей                      | • «Кицькин дім»(реж. Микола Бутковський, Київський національний академічний театр оперети)                                                                          | | |
| Найкраща вистава для дітей                      | • «О восьмій вечора на Ковчезі» (реж. Микола Бутковський, Київський академічний театр юного глядача на Липках)                                                      | | |
| Найкраща музична вистава                        | ★ «Труффальдіно із Бергамо» Олександра Чепалова (режисер Богдану Струтинському, Київський національний академічний театр оперети)                                   | ★ «Труффальдіно із Бергамо» Олександра Чепалова (режисер Богдану Струтинському, Київський національний академічний театр оперети)                | ★ «Труффальдіно із Бергамо» Олександра Чепалова (режисер Богдану Струтинському, Київський національний академічний театр оперети)                |
| Найкраща музична вистава                        | • «Довгий різдвяний обід» (Київ-модерн-балет) | | |
| Найкраща музична вистава                        | • «Кармен-сюїта» (реж.Вадим Прокопенко, Київський національний академічний театр оперети)                                                                           | | |
| Найкраще пластичне пластичне вирішення вистави  | ★ Олексій Скляренко, «Сон» (режисер Дмиитро Богомазов, Київський академічний театр юного глядача на Липках)                                                         | ★ Олексій Скляренко, «Сон» (режисер Дмиитро Богомазов, Київський академічний театр юного глядача на Липках)                                      | ★ Олексій Скляренко, «Сон» (режисер Дмиитро Богомазов, Київський академічний театр юного глядача на Липках)                                      |
| Найкраще пластичне пластичне вирішення вистави  | • Ольга Семьошкіна, вистава «Живий труп» (реж. Роман Мархолія, Національний академічний драматичний театр ім. Івана Франка)                                         | | |
| Найкраще пластичне пластичне вирішення вистави  | • Сергій Швидкий, «Така її доля...» (реж. Станіслав Мойсеєв, Національний академічний драматичний театр ім. Івана Франка)                                           | | |
| Найкраща музична концепція вистави              | ★ Олександр Курій, Олексій Петрожицький «Наше містечко» (реж. Дмитро Богомазов, Київський академічний театр юного глядача на Липках)                                | ★ Олександр Курій, Олексій Петрожицький «Наше містечко» (реж. Дмитро Богомазов, Київський академічний театр юного глядача на Липках)             | ★ Олександр Курій, Олексій Петрожицький «Наше містечко» (реж. Дмитро Богомазов, Київський академічний театр юного глядача на Липках)             |
| Найкраща музична концепція вистави              | • Олександр Курій, «Веселощі сердечні, або Кепка з карасями», (реж. Дмитро Богомазов, Київський академічний театр драми і комедії на лівому березі Дніпра)          | | |
| Найкраща музична концепція вистави              | • Юрій Шевченко, «Така її доля...» (реж. Станіслав Мойсеєв, Національний академічний драматичний театр ім. Івана Франка)                                            | | |

### Номінації від Організаційного комітету
- Премію за вагомий внесок у розвиток театрального мистецтва вручили Богдану Струтинському, українському театральному режисеру, педагогу, і продюсеру.